# GPT-4o
生成型预训练变换模型4多模态（英語：Generative Pre-trained Transformer 4 Omni，简称GPT-4o）是由OpenAI训练的多语言、多模态（多种类型数据，例如文本、图像、音频等）GPT大型语言模型。GPT-4o于2024年5月13日发布。 该模型比其前身GPT-4快两倍，而价格仅为其50%。该模型由米拉·穆拉蒂在OpenAI直播演示中宣布。OpenAI声称该模型将对所有用户免费， 并为付费ChatGPT Plus用户提供高达5倍的消息上限。

## 背景
GPT-4o最初在LMSYS上以3个不同模型的形式暗中发布。这3个模型分别称为gpt2-chatbot、im-a-good-gpt2-chatbot和im-also-a-good-gpt2-chatbot。2024年5月7日，萨姆·奥尔特曼透露OpenAI发布了这些神秘的新模型。

## 功能
GPT-4o在语音、多语言和视觉基准测试中取得了最先进的成果，在音频语音识别和翻译领域创下了新纪录。GPT-4o在MMLU基准测试中的得分为88.7，而GPT-4的得分为86.5。
根据该公司的演示，GPT-4o将有效地将ChatGPT转变为可以进行实时语音对话的数字个人助理。 它还能够使用文本和“视觉”进行交互，这意味着它可以查看用户上传的屏幕截图、照片、文档或图表，并就它们进行对话。OpenAI演示了与ChatGPT的语音对话，以获得解决数学问题的实时说明、讲述睡前故事并获得编码建议。免费ChatGPT用户将可以与新的GPT-4o模型进行有限次数的交互，然后该工具会自动恢复依赖更小的GPT-4o mini模型；付费用户将可以使用最新GPT-4o访问更多数量的消息。
该模型支持超过50种语言，覆盖超过97%的口语语言。它目前是LMSYS Elo Arena基准测试中的领先模型。

## GPT-4o mini
OpenAI于2024年7月18日发布了GPT-4o mini，比起GPT-4o更小，而且价格更便宜。
根据OpenAI的说法，其低成本预计对那些希望将其集成到服务中的公司、初创企业和开发者特别有用，因为他们通常会进行大量的API调用。其API的费用为每百万输入标记15美分，每百万输出标记60美分，相比之下，GPT-4o的输入和输出标记价格分别为每百万2.5美元和10美元。它的性能也比GPT-3.5更好，而且比后者便宜60%。
在GPT-5发布以前，GPT-4o mini是ChatGPT未登录用户所能使用的默认模型。

## 阿諛奉承
2025年4月，OpenAI因过度的阿諛奉承（Sycophancy）而退回了GPT-4o的更新，因为有广泛报道称，GPT-4o已经变得阿諛奉承和顺从，以至于支持明显的妄想或危险想法。